# 浦川道太郎
浦川 道太郎（うらかわ みちたろう、1946年（昭和21年）3月 - ）は、日本の法学者、弁護士。専門は民法。早稲田大学名誉教授（早稲田大学法学学術院）。弁護士法人早稲田大学リーガル・クリニック所属弁護士（第二東京弁護士会）。元司法試験第二次考査委員（民法）。
篠塚昭次門下。同門には、早稲田大学総長を務めた鎌田薫や内田勝一がいる。最終講義のタイトルは「早稲田大学と私の半世紀」。

## 経歴
- 東京都立新宿高等学校卒業
- 1969年 早稲田大学第一法学部卒業
- 1975年 早稲田大学大学院法学研究科（民事法学）単位取得満期退学
- 2001年 司法試験第二次試験考査委員（2006年まで）
- 2004年 早稲田大学大学院法務研究科教授（2016年まで）
- 2005年 弁護士登録（第二東京弁護士会）[1]
- 2016年 早稲田大学名誉教授

### 政府審議会等
- 国民生活審議会臨時委員（臨時委員1987年4月 - 1989年2月／1991年3月 - 1993年1月）
- 国民生活審議会委員（1997年9月 - 2007年9月）
- 中央公害対策審議会専門委員（1989年6月 - 1992年2月）
- 運輸技術審議会特別委員（1997年12月 - 1998年12月／2000年8月 - 2001年1月）
- 住宅宅地審議会委員（1998年9月 - 2002年8月）
- 公衆衛生審議会専門委員（1999年1月 - 2001年1月）
- 不動産鑑定士試験第2次試験試験委員（民法）（1992年 - 1994年）
- 公認会計士試験第2次試験試験委員（民法）（1995年 - 1997年）
- 司法試験（第二次試験）考査委員（民法）（2001年 - 2005年）
- 厚生労働省疾病・障害認定審査会臨時委員感染症・予防接種審査分科会員（2001年7
- 月 - ）
- 東京都消費生活対策審議会委員（1994年6月 - 2003年6月）
- 神奈川県消費者被害救済委員会委員（2006年7月 - 2010年6月）
- 世田谷区消費生活審議会委員（2013年10月 - ）

### 各種団体等
- （公財）放射線影響協会放射線疫学調査センター倫理委員会委員（1991年3月 - ）
- 自動車保険料率算定会自賠責保険有無責等不服審査会常任委員（1992年5月 - 1998年3月）
- （公財）野村財団奨学生選考委員（1994年11月 - 2014年4月）
- 東日本フンボルト協会理事（1995年4月 - 2013年6月）
- （公財）MR認定センター評議員（1997年12月 - ）
- （独法）国際協力機構カンボジア「法制度整備」民法作業部会委員（1998年12月 - ）
- 家電製品PLセンター運営委員会委員（2001年4月 - 2007年3月）
- 自動車製造物責任相談センター審査委員会委員（2001年4月 - ）
- OCLC（OnlineComputerLibraryCenter,Inc）評議員（2001年9月 - 2004年5月）
- 損害保険料率算出機構自賠責保険（共済）審査会委員（2002年4月 - 2014年6月）
- （財）血液製剤調査機構評議員（2002年6月 - 2010年6月）
- （福）世田谷区社会福祉協議会権利擁護推進委員会委員（2002年11月 - ）
- 弁護士登録（第二東京弁護士会）（2006年3月）
- （公財）交通事故紛争処理センター理事・審査員（2007年4月 - ）
- （公財）日弁連法務研究財団認証評価会議異議審査委員会委員（2008年5月 - ）
- 第一東京弁護士会懲戒委員会委員（2008年6月 - 2011年5月）
- （公財）日本学生野球協会審査室審査員（2010年4月 - ）
- （公財）交通遺児等育成基金理事（2010年6月 - ）
- 損害保険料率算出機構理事長（2014年6月 - 2022年）[3]

### 受賞・叙勲
- カンボジア王国友好勲章（テポドン章、2009年2月）

## 研究テーマ
- 危険責任の比較法的研究
- 消費者保護法の比較法的研究
- 生命倫理と法

## 在外研究等
- アレクサンダー・フォン・フンボルト財団研究奨学生（ドイツ・ゲッティンゲン大学留学）

## 受託研究
- 末期医療における患者の自己決定権の確保のための民事法上の規制（1999年~2000年）

## 著書・論文等
- 『民法キーワード』有斐閣。
- 『民法 IV・債権各論〔第2版補訂〕』有斐閣。
- 『製造物責任制度』国民生活センター。
- 『基礎演習・民法（財産法）』有斐閣。

## 所属学会
- 日本私法学会 （1999年~2001年、国内 ）
- 比較法学会 （国内）
- 日本交通法学会 （国内）
- 日本医事法学会 （国内）
- 日本土地法学会 （理事長代行、国内 ）
- 日本賠償科学会 （理事、1993年~、国内 ）
- 日本ペット法学会 （理事、1998年~、国内 ）
- 日本スポーツ法学会 （理事、2001年~、国内 ）
- 危機管理システム研究学会 （理事、2002年~ ）